# Sifaoroasi (Somolo - Molo)
Sifaoroasi is een bestuurslaag in het regentschap Nias van de provincie Noord-Sumatra, Indonesië. Sifaoroasi telt 300 inwoners (volkstelling 2010).